# Bester Meister
Bester Meister war eine staatliche Auszeichnung  der Deutschen Demokratischen Republik (DDR), welche in Form eines Ehrentitels mit Urkunde und einer tragbaren Medaille verliehen wurde. Gestiftet wurde sie am 1. November 1953 und konnte verliehen werden an alle Meister, die über einen längeren Zeitraum in der Produktion oder im Wettbewerb hervorragende Leistungen erbracht und mindestens sechs Monate hintereinander den Titel Bester Meister des Betriebs verteidigt hatten. Im Laufe der Zeit wurde dieser Auszeichnung der staatliche Charakter abgesprochen. Eine exakte Datierung hierzu ist jedoch bisher nicht ermittelt worden.

## Medaille zum Ehrentitel

### Aussehen
Das zum Ehrentitel gehörige Abzeichen ist rund, versilbert, besitzt einen Durchmesser von 38 mm und hat eine äußere Begrenzung durch einen Lorbeerkranz. Durch diesen Rand hat der Mittelteil einen Durchmesser von 30 mm und zeigt an seinem oberen Rand ein Banner mit dem entsprechenden Industriezweig, indem der Auszeichnende beschäftigt ist und unten die Aufschrift BESTER MEISTER. Bisher sind folgende Abzeichen bekannt:
- Baustoffindustrie
- Bauindustrie
- Eisenbahn
- Kohle und Energie
- Kraftverkehr und Straßenwesen
- Land- und Forstwirtschaft
- Lebensmittelindustrie
- Leichtindustrie
- Schwerindustrie
- Maschinenbau

### Trageweise
Getragen wurde das Abzeichen üblicherweise auf der linken oberen Brustseite.